# Alcabitius
Abu-s-Saqr Abd-al-Aziz ibn Uthman al-Qabissí al-Haiximí (àrab: أبو الصقر عبد العزيز بن عثمان القبيصي, Abū ṣ-Ṣaqr ʿAbd al-ʿAzīz ibn Uṯmān al-Qabīṣī), més conegut simplement com a Abd-al-Aziz o amb el nom llatinitzat d'Alcabitius o Alchabitius (mort el 967), va ser un matemàtic i astròleg àrab. És conegut sobretot per al seu tractat d'astrologia judicial Introducció a l'art del judici dels astres que va dedicar al sultà Sayf-ad-Dawla de la dinastia dels hamdànides. Aquesta obra traduïda a llatí va estar molt preuada a Europa a l'edat mitjana i al Renaixement. En astrologia, ha fet conèixer un sistema de domificació que porta el seu nom.

## Obres
Una traducció llatina manuscrita de Joan de Sevilla del segle xiii fou impresa el 1473 sota el títol d'Alchabitii Abdilazi líber introductorius ad magisterium judiciorum astrorum (obra tan coneguda sota el títol de Líber isagogicus de planetarum coniunctionibus). Onze anys més tard, edicions impreses van ser publicades de 1485 a 1521 amb els comentaris del segle xiv d'un cert Joan de Saxe.